# Siphonellopsis
Siphonellopsis is een vliegengeslacht uit de familie van de halmvliegen (Chloropidae).

## Soorten
- S. lacteibasis Strobl, 1906